# أبيل 33

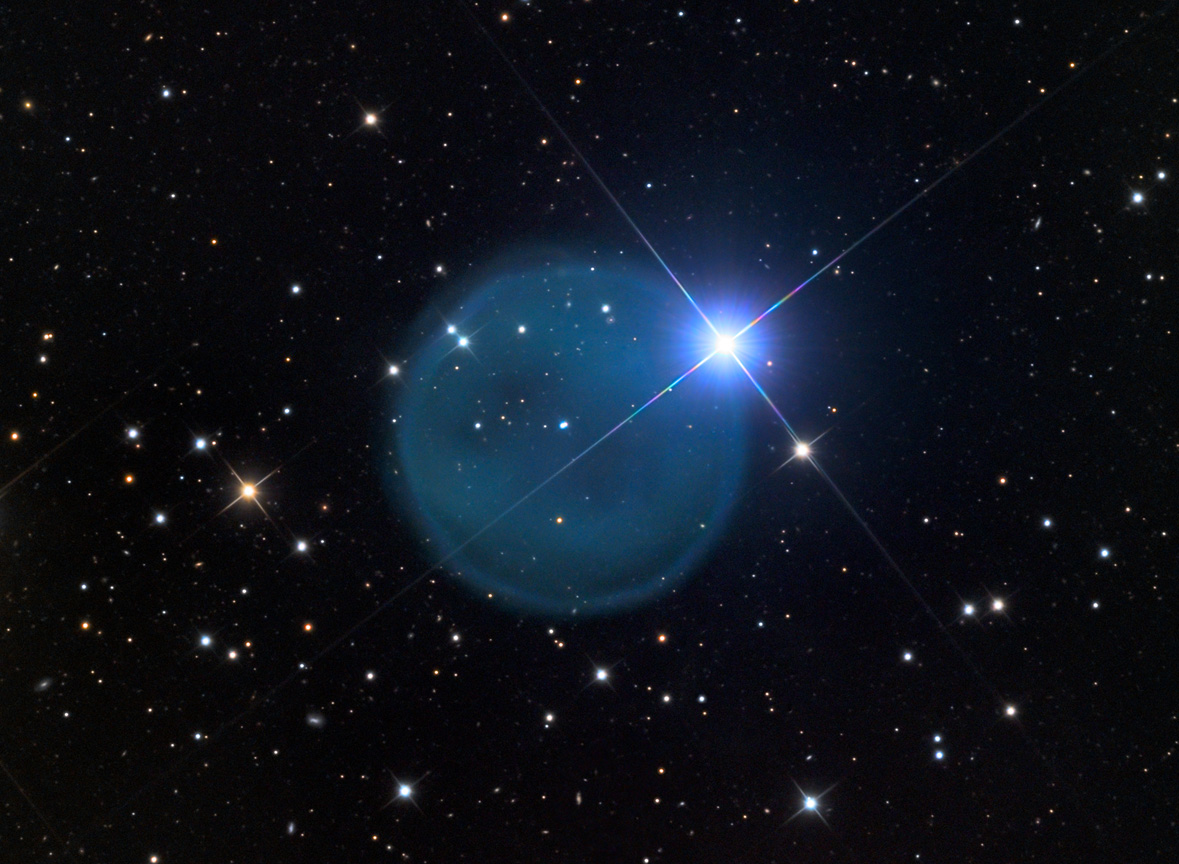
سديم آبل 33

آبل 33 (بالأنكليزية:Abell 33) هو سديم في كوكبة الشجاع (كوكبة) ذو شكل كروي شبه كامل ناجم عن انفجار نجم لا يزال يظهر في وسطه كنقطة بيضاء لا يزال يشع أكثر من شمسنا ويبعد عنا 2700 سنة ضوئية، لكنها سرعان ما سيتحول إلى قزم أبيض 